# Саккадическое подавление
Саккадическое подавление (англ. Saccadic suppression) — эффект зрительного восприятия, при котором во время саккадических движений глаз резко снижается зрительная чувствительность. Саккадическое подавление исследуется путём представления стимулов до, во время или после саккад и количественной оценки того, воспринимают ли субъекты какой-либо аспект стимула. Эффект впервые был описан Эрдманном и Доджем в 1898 году.